# Vad hunden såg och andra äventyr
Vad hunden såg och andra äventyr (engelsk originaltitel: What the Dog Saw: And Other Adventures) är en bok av den engelsk-kanadensiske författaren och journalisten Malcolm Gladwell från 2009. Boken är en sammanställning av Gladwells artiklar från The New Yorker.